# Иоанн (Троянский)
Епископ Иоанн (в миру Иван Ефимович Троянский; 10 ноября 1862, село Новоклёнское, Тамбовская губерния — 4 сентября 1937, Торопец) — епископ Русской православной церкви, епископ Великолукский и Торопецкий.
Причислен к лику святых Русской православной церкви в 2000 году.

## Священник и епископ
Родился 10 ноября 1862 года в селе Новоклёнское Козловского уезда Тамбовской губернии (ныне Первомайский район Тамбовской области) в семье диакона.
В 1879 году окончил 2-е Тамбовское духовное училище. В 1885 году окончил Тамбовскую духовную семинарию, 10 сентября 1884 года был хиротонисан во пресвитера. Долгие годы служил на приходах. Овдовел.
В 1922 году присоединился к обновленческому движению, в декабре 1922 года хиротонисан обновленческими архиереями во епископа Сасовского.
В ноябре 1924 года прервал отношения с обновленцами, за что был ими запрещён в священнослужении.
В начале 1925 года принёс покаяние. 3 марта 1925 года хиротоносан во епископа Акмолинского и Петропавловского, викария Омской епархии (по другим данным, принят в сущем сане как хиротонисанный архиереями старого поставления).
В 1930 году назначен епископом Бугурусланским, но назначение было отменено.
С 9 марта 1932 года — епископ Рыбинский, но на кафедру не вступал, а вскоре после назначения был арестован и приговорён к трём годам ссылки.

### Служение в Торопце
По возвращении из ссылки 24 июня 1935 года был назначен епископом Великолукским и Торопецким, жил в городе Торопце Калининской области. Часто служил в храмах и проповедовал. В своих проповедях говорил о несомненном бытии Бога, о том, насколько большое значение имеют в жизни человека святость и святые, а также чудотворные иконы. Доказывал истинность чудес, совершаемых по молитвам святых и по обращении верующего к чудотворному образу. Власти крайне негативно воспринимали заботу епископа о детях, считая, что он «заманивал» их в церковь, раздавая им конфеты и пряники.
Принимал активное участие в ходатайстве об открытии закрытых церквей Торопца. Активно противостоял обновленчеству, после ареста на допросе говорил, что «за последнее время по Великолукской епархии прибавилось четыре церкви тихоновской ориентации за счёт обновленчества».
С января 1936 года — епископ Осташковский, викарий Калининской епархии. Продолжал жить в Торопце, так что это назначение можно считать номинальным или же оно было отменено. В архиве Санкт-Петербургской епархии имеется копия справки, выданной им 16 августа 1936 года и подписанной «Иоанн, Епископ Великолуцкий и Торопецкий».

## Последний арест и мученическая кончина
23 июля 1937 года был арестован и заключён в Торопецкую тюрьму. 31 августа Тройка НКВД приговорила его к расстрелу. Был расстрелян 4 сентября 1937 года.
Причислен к лику святых Новомучеников и Исповедников Российских на Юбилейном Архиерейском соборе Русской православной церкви в августе 2000 года для общецерковного почитания.